# Furlani (cognome)
Furlani è un cognome di lingua italiana.

## Varianti
Forlan, Forlani, Forlanini, Forlano, Furlan, Furlanetti, Furlanetto, Furlanic, Furlanich, Furlanis, Furlano, Furletti, Furlotti.

## Origine e diffusione
Il cognome è tipico del Triveneto.
Potrebbe derivare dall'aggettivo veneto furlan, "friulano".
La variante Furlan è tipica delle Venezie e di Trieste; Furlanich è triestino; Forlani è lombardo; Forlanini compare in Italia centrale.

## Persone
- Ado Furlan (1905-1971) – scultore italiano
- Angelo Furlan (1977) – ciclista su strada italiano
- Annamaria Furlan (1958) – sindacalista italiana